# Дандерюд (община)
Община Дандерюд (на шведски: Danderyds kommun) е разположена в лен Стокхолм, централна Швеция с обща площ 27 km2 и население 32 222 души (към 31 декември 2013). Административен център на община Дандерюд е град Юршхолм.